# Commissione dell'Oceano Indiano

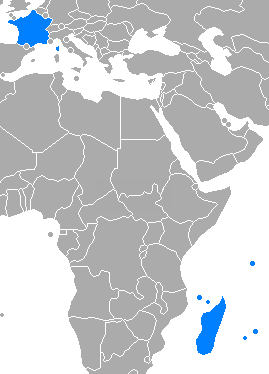
Mappa dei paesi membri.

La Commissione dell'Oceano Indiano (in francese Commission de l'Océan Indien, COI) è un'organizzazione internazionale regionale formata da cinque paesi per incoraggiare la cooperazione e promuovere una crescita sostenibile delle isole dell'Oceano Indiano Occidentale.

## Storia
Fondata nel gennaio del 1984 con l'Accordo generale di Victoria (Seychelles), raggruppava inizialmente Madagascar, Mauritius e Seychelles. Dopo il gennaio del 1986 sono entrati come membri le Comore e la Francia per conto di Reunion.
Nel settembre 2005, la Commissione ha chiesto lo status d'osservatore dell'Assemblea generale delle Nazioni Unite che le è stato riconosciuto il 4 dicembre 2006.
Nell'aprile 2025, il presidente francese Emmanuel Macron ha chiesto l'integrazione del dipartimento francese di Mayotte nella Commissione dell'Oceano Indiano, sostenendo un "approccio pragmatico" con le Comore.

## Membri
I paesi membri della Commissione sono cinque:
- Comore
- Francia per Reunion
- Madagascar
- Mauritius
- Seychelles

## Obiettivi
Quando fu creata, la Commissione si era fissata l'obiettivo di rafforzare i legami di amicizia e di solidarietà tra i popoli della regione e di favorire lo sviluppo economico. In venti anni, le sue missioni sono progressivamente evolute per tenere conto dei nuovi bisogni e dell'aumento della potenza di altre organizzazioni di cooperazioni regionali come la COMESA o la SADC.
Oggi i suoi principali obiettivi sono:
- la cooperazione politica e diplomatica;
- la cooperazione economica e commerciale;
- la cooperazione nei campi dell'agricoltura e pesca marittima
- la preservazione e la valorizzazione dell'ambiente, delle risorse naturali e degli ecosistemi;
- la cooperazione nei campi culturali, scientifici, tecnici, educativi e giudiziari;
- favorire la dimensione regionale dello sviluppo umano;
- la difesa degli interessi insulari dei suoi paesi membri nel sistema internazionale e presso le organizzazioni d'integrazione regionale.

## Istituzioni
Le istituzioni fondamentali della Commissione sono quattro:
- il Vertice dei capi di Stato o di governo;
- il Consiglio dei ministri (una sessione ordinaria all'anno);
- il Comitato degli ufficiali permanenti di collegamento (tre riunioni annuali);
- il Segretariato generale: organo esecutivo diretto da un segretario generale e composto da incaricati designati dagli stati membri.

La lingua ufficiale è il francese.

## Segretari Generali
- Wilfrid Bertile fino al 2004.
- Monique Andreas Esoavelomandroso 2004-

## I rapporti con altre organizzazioni
Alcuni paesi membri della Commissione appartengono ad altre organizzazioni internazionali regionali, in particolare:
- Comore, Madagascar, Mauritius e le Seychelles sono membri del COMESA e del gruppo dei paesi dell'ACP;
- Madagascar e Mauritius sono membri della SADC e dell'Associazione Rivierasca dell'Oceano Indiano per la Cooperazione Regionale;
- Reunion è una regione ultra-periferica europea (RUP).